# كيم براون
كيم براون (بالفنلندية: Kim Brown)‏ هو موسيقي وعازف قيثارة فنلندي، ولد في 2 مايو 1945، وتوفي في 11 أكتوبر 2011 بسبب سرطان المريء.

## وصلات خارجية
- كيم براون على موقع ميوزك برينز (الإنجليزية)
- كيم براون على موقع ديسكوغز (الإنجليزية)
- كيم براون على موقع ديسكوغز (الإنجليزية)